# Хашимов, Абдуджалил
Абдуджалил Хашимов (тадж. Абдуҷалил Ҳошимов, 1 января 1944 — 30 ноября 2023) — таджикский певец (драматический тенор), народный артист Таджикистана (1994), композитор, музыкант-инструменталист (исполнитель на танбуре, торе, рубабе и т. д.).

## Биография
Родился 1 января 1944 году в селе Кастакоз (ныне Хистеварз) Ленинабадской области Таджикской ССР.
В 1961 году окончил среднюю школу, в 1961—1963 годы работал в родном селе учителем музыки в клубе при консервном заводе.
С 1963 по 1994 годы — солист-вокалист ансамбля «Шашмаком» при Госкомитете по телевидению и радиовещанию Таджикской ССР.
С 1994 по 2000 годы работал доцентом кафедры Института искусств им. М. Турсунзаде.
С 2000 по 2005 годы — доцент кафедры, Таджикской государственной консерватории, с 2005 года — профессор.

## Творчество
Абдуджалил Хашимов изучал азы музыкального мастерства у своего отца и старшего брата. Он много раз участвовал в программах музыкальных фестивалей, неоднократно побеждал на конкурсах юных исполнителей, и был одним из лучших исполнителей Шашмакома в Ленинобадской области Таджикской ССР.
В 1983 году на концерте, в честь очередной годовщины образования Таджикской ССР, во время исполнения песни «Ушоки Самарканд» его замечает председатель государственного комитета по телевидению и радиовещанию Таджикской ССР — Вахид Шарифов. В том же году, Абдуджалилу Хашимову предлагают место в государственном ансамбле «Шашмаком» и зовут работать и жить городе Душанбе. С согласия родителей он уезжает в Душанбе и попадает в состав ансамбля «Шашмаком».
А. Хашимов обучался у мастеров классической таджикской музыки «Шашмаком». Его устодами (наставники) были легендарные: Фазлиддин Шахобов, Бобокул Файзуллаев и Шохназар Сахибов. Под их руководством, Хашимов начинает упорно изучать азы истинного искусства Шашмакома.
Параллельно с обучением А.Хашимов начинает свою сольную карьеру, исполняет свои песни аккомпанируя себе на торе в сопровождении оркестра народных музыкальных инструментов. За свою творческую деятельность он сочинил и исполнил боле 200 песен.

## Награды
- Заслуженный артист Таджикской ССР (1974)[3]
- Почётные грамоты Президиумов Верховных Советов Таджикской ССР (1978)[3]
- Отличник гостелерадио СССР 1990
- Народный артист Таджикистана (1994)[3]
- Орден Ветерана Труда (1998)
- Отличник Культуры Р. Таджикистан (2005)
- Почётный гражданин города Чкаловска[3]